# Mosjøen Idrettslag
Il Mosjøen Idrettslag è una società calcistica norvegese con sede nella città di Mosjøen. Milita nella 4. divisjon, quinto livello del campionato norvegese. Il club fu fondato nel 1892 e gioca le proprie partite casalinghe al Kippermoen.

## Storia
Il club fu fondato come Mosjøen Turnforening nel 1892, e quest’anno è riconosciuto come quello di fondazione anche della sezione calcistica fondata come Mosjøen Fotballklubb nel 1909. Nel 1914, le due sezioni sportive si unirono cambiando denominazione in Mosjøen Idrettslag.
Club pioniere nel Nordland e nella Norvegia settentrionale in generale, è stato il primo club ad avere un campo in erba in questa zona del Paese, anche se negli ultimi anni il campo è stato realizzato in GrassMaster a causa del clima generalmente freddo. Nel 1957 ha perso la finale della Nord-Norgesmesterskap col punteggio di 8-0 in favore dell'Harstad.
Negli anni '70, risultava tra i club più grandi del Nordland e giocava nell’allora secondo livello del campionato nazionale. Dopo la retrocessione del 1978, però, non è più riuscita a tornare a questo livello.
Oggi la squadra maschile maggiore milita nella 4. divisjon, la quinta divisione.

## Tifoseria
I principali rivali sono i club di Mo i Rana, ovvero il Rana Fotballklubb, il Mo Idrettslag e lo Idrettslaget Stålkameratene. Inoltre, la tifoseria prova particolare avversione nei confronti dei sostenitori del Brønnøysund Idrettslag e del Sandnessjøen Idrettslag.

## Rosa
Rosa aggiornata al 2 giugno 2024.
| N. |                     | Ruolo | Calciatore                    |
| -- | ------------------- | ----- | ----------------------------- |
| 1  | Norvegia (bandiera) | P     | Jon Magnus Tangen             |
| 2  | Norvegia (bandiera) | D     | Julian Avdem Berling          |
| 3  | Norvegia (bandiera) | D     | Petter Sommerli Lind          |
| 4  | Norvegia (bandiera) | C     | Fredrik Pettersen             |
| 5  | Norvegia (bandiera) | D     | Joakim Haugen Finsås          |
| 6  | Norvegia (bandiera) | D     | Peter-Ove Hoff                |
| 7  | Norvegia (bandiera) | D     | Sindre Elias Ånes (capitano)  |
| 8  | Norvegia (bandiera) | A     | Magnus Forsback Johnsen       |
| 9  | Norvegia (bandiera) | A     | Martinus Gunnarsen            |
| 10 | Norvegia (bandiera) | A     | Eirik Søfting Høgseth         |
| 11 | Norvegia (bandiera) | A     | Marcus Gunnarsen              |
| 14 | Norvegia (bandiera) | D     | Andreas Nyland Christoffersen |
| 15 | Norvegia (bandiera) | A     | Gjermund Wika                 |
| 16 | Norvegia (bandiera) | C     | Håkon Håve Stenersen          |
| 17 | Norvegia (bandiera) | D     | Ola Berge                     |

| N. |                     | Ruolo | Calciatore               |
| -- | ------------------- | ----- | ------------------------ |
| 18 | Norvegia (bandiera) | C     | Odin Henriksen Stenvik   |
| 19 | Norvegia (bandiera) | D     | Jakob Reinfjell          |
| 20 | Norvegia (bandiera) | A     | Kasper Bomnes Bjerkeseth |
| 21 | Norvegia (bandiera) | D     | Per Brinchmann Styve     |
| 22 | Norvegia (bandiera) | C     | Mækele Mobæ              |
| 23 | Polonia (bandiera)  | A     | Jakub Kądziołka          |
| 24 | Norvegia (bandiera) | C     | Mikkel Kjønnås Vollan    |
| 26 | Norvegia (bandiera) | A     | Gabriel Gjesbakk Valla   |
| 27 | Norvegia (bandiera) | C     | Emil Kjønnås             |
| 33 | Norvegia (bandiera) | P     | Sondre André Romslo      |
| 99 | Norvegia (bandiera) | P     | Trym Svensen Kvien       |
|    | Polonia (bandiera)  | D     | Blazej Cyfert            |
|    | Norvegia (bandiera) |       | Martin Aufles Løvli      |
|    | Norvegia (bandiera) |       | Heine Birk Pedersen      |
|    | Norvegia (bandiera) |       | Andreas Trongmo          |

## Kippermocupen
Il centro sportivo del club, il Kippermoen, ospita ogni anno la Kippermocupen, un grande torneo che attira squadre da gran parte della Norvegia settentrionale e che è molto frequentato da bambini e ragazzi.